# 孙家湾组
孙家湾组是位于中国辽宁阜新、义县、锦州、北票一带以及内蒙古东部的上白垩世地层，1939年由森田义人命名。该地层以灰紫（局部灰黄）色复成分砾岩为主，间夹杂色砂岩、粉砂岩、砂质页岩等。